# مصطفى بن فتح الله الحموي
مصطفى بن فتح الله الحموي (1634 - 1711م) (1043 - 1123هـ)، هو عالم مسلم ومؤرخ شامي من أهل القرن الحادي عشر الهجري/ السابع عشر الميلادي. ولد في حماة ونشأ بها. رحل منها إلى دمشق فقرأ على بعض علمائها وسافر إلى اليمن فأخذ عن أهلها ثم استقر بمكة ورجع إلى اليمن. توفي بذمار عن نحو 80 عامًا. له فوائد الارتحال ونتائج السفر في أخبار أهل القرن الحادي عشر في ثلاثة مجلدات كبيرة وله أيضًا أشعار.

## سيرته
هو مصطفى بن فتح الله الحموي المكي اليمني. ولد في حماة في حدود 1043 هـ/ 1634 م ورحل منها إلى دمشق،‌ وأخذ عمن بها من العلماء، ثم رحل إلى مكة فاستوطنها. 

من مشايخه: إبراهيم الكوري، شاهين الأرمناوي، الشهاب أحمد البشبيشي، والعجمي والبابلي والنخلي والثعالبي والبصري والشبراملسي والمزاحي ومحمد الشلبي، وغيرهم من علماء عصره بالحجاز والشام. درس الفقه الحنفي والشافعي واللغة وهو محدث وحدث عنه عمر بن عقيل العلوي. 

وفد صنعاء في إيالة اليمن العثمانية في سنة 1108 هـ/ 1697 م بتجارة، فعاشر أهلها، وطارح أدباءها، وعاد إلى مكة فاستقر بالحرم المكي، ثم رجع إلى اليمن ونزل بمدينة ذمار فمات بها في سنة 1117 هـ/ 1705 م أو 1118 هـ/ 1706م أو يقال في 1123 هـ/ 1711 م. 

## شعره
من شعره قوله في قصيدة:

## مؤلفاته
- فوائد الرحلة والسفر في أهل القرن الحادي عشر، أو فوائد الارتحال ونتائج السفر في أخبار القرن الحادي عشر، ترجم فيه لفضلاء اليمن والعراق والشام، الذين لقيهم في أسفاره إلى تلك البدان.
- الديمة الوطفا في مراجعة المصطفى، صنفه على قصيدة السوسي